# Elephant Man
O'Neil Bryan, mais conhecido como Elephant Man ou "the Energy God", (Kingston, 11 de Setembro de 1977) é um cantor da Jamaica, cujos géneros são o dancehall, reggae. Tem cinco álbuns de estúdio lançados e participou em vários singles doutros cantores.

## Discografia

### Álbuns
- (2000): Comin 4 U
- (2001): Log On
- (2002): Higher Level
- (2003): Good 2 Go
- (2008): Let's Get Physical